# Erateina garrulata
Erateina garrulata là một loài bướm đêm trong họ Geometridae.